# Bitterley-skatten
Bitterley-skatten (engelsk: The Bitterley Hoard) er et depotfund af mønter, der blev fundet i landsbyen Bitterley i Shropshire i England. Den blev fundet den 17. februar 2011 med metaldetektor. Det er den største post-middelalderlige møntskat, der er fundet i Shropshire, og den består af én guldmønt og 137 værdifulde sølvmønter. Mønterne var lagt i en læderpose af høj kvalitet, der lå inde i et keramikbæger. De tidligste mønter stammer fra Edvard 6. (regerede 1547-1553), og de seneste var slået under Charles 1. (regerede 1627-1649). Det indikerer, at den blev begravet efter 1644 og muligvis under den engelske borgerkrig, hvor der var stor uro i landet.
Den 28. juni 2012 blev den erklæret "skattefund" under 1996 Treasure Act af Shropshires Coroner. Det betyder, at der er pligt til at indberette fundet. Den er vurderet af en uafhængig kommitte under Department for Culture, Media and Sport. Shropshire Museum Service har udtrykt ønske om at få skatten udstillet på Ludlow Museum, og der er derfor igangsat en indsamling til indkøb af fundet via Friends of Ludlow Museum.